# Marian Ludwik Sochański
Marian Ludwik Sochański (ur. 16 września 1899 w Górach, zm. 7 lipca 1954 w Warszawie) – major artylerii Wojska Polskiego, urzędnik w II Rzeczypospolitej, ostatni przedwojenny starosta powiatu zamojskiego, więzień polityczny komunistycznych władz Polski Ludowej.

## Życiorys
Urodził się 16 września 1899 jako syn Jana (1864–1916) i Anieli z domu Glus (1868–1953). Jego braćmi byli: Mieczysław (1896–1919, oficer Legionów), Otto (1904–1971), Jan (1914–1929).
Należał do Polskich Drużyn Strzeleckich. Podczas I wojny światowej wstąpił do Legionów Polskich, w których od maja 1916 służył w 1 pułku piechoty w składzie I Brygady, od grudnia 1916 w 2 pułku piechoty w składzie II Brygady. W lipcu 1917 został zwolniony ze służby legionowej. Pod koniec tego roku został wcielony do c. i k. armii i skierowany na front włoski, gdzie służył do połowy 1918.
Ukończył Gimnazjum im Jana Goetza w Brzesku w 1917. Po odzyskaniu przez Polskę niepodległości został przyjęty do Wojska Polskiego. Został awansowany do stopnia porucznika artylerii ze starszeństwem z dniem 1 czerwca 1919. Został oficerem 1 pułku artylerii górskiej w garnizonie Nowy Sącz, następnie Nowy Targ, gdzie był dowódcą plutonu szkolnego. W szeregach tej jednostki brał udział w wojnie polsko-bolszewickiej w funkcji dowódcy baterii. Po wojnie odbył kurs w Centrum Wyszkolenia Artylerii nr 3 w Krakowie i został w nim instruktorem. W 1923, 1924 był oficerem macierzystego 1 pułku artylerii górskiej. Pełnił funkcję dowódcy 4 baterii. Przeniesiony do 7 pułku artylerii polowej w garnizonie Częstochowa, gdzie był adiutantem dywizjonu. Później był referentem samodzielnego referatu w Dowództwie Okręgu Korpusu Nr V w garnizonie Kraków. W 1927 został przeniesiony do rezerwy. Został awansowany do stopnia kapitana artylerii ze starszeństwem z dniem 1 stycznia 1928. W 1928 był w kadrze oficerów artylerii przydzielonym do DOK V i 5 pułku artylerii ciężkiej Krakowie. Później awansowany do stopnia majora.
Równolegle ze służbą wojskową od 1919 do 1924 studiował na Wydziale Filozoficznym Uniwersytetu Jagiellońskiego, zaś od 1927 do 1928 kształcił się w Szkole Nauk Politycznych przy Wydziale Prawa UJ. Wstąpił do służby państwowej. W 1930 został mianowany radcą ds. mniejszości narodowych w Ministerstwie Spraw Wewnętrznych. Od listopada 1931 był naczelnikiem w Urzędzie Wojewódzkim we Lwowie zajmując się rozpracowywaniem podziemnych struktur ukraińskich. Pełnił urząd wicewojewody lwowskiego. W tym czasie działał we lwowskim okręgu Ligi Obrony Powietrznej i Przeciwgazowej. 27 czerwca 1936 ze stanowiska wicewojewody lwowskiego został mianowany na stanowisko wicewojewody nowogródzkiego. Po rezygnacji z tego stanowiska w lutym 1937 objął urząd starosty powiatu zamojskiego i pełnił go do końca istnienia II Rzeczypospolitej w 1939. Pełniąc powyższe stanowiska działał w sferze kulturalnej, m.in. na rzecz zabytków. Był inicjatorem renowacji Starego Miasta w Zamościu. Był seniorem honorowym Polskiej Korporacji Akademickiej „Fidelia Leopoliensis”, założonej w 1930. Pełnił także funkcję prezesa zarządu okręgowego POW we Lwowie.
Po wybuchu II wojny światowej w okresie kampanii wrześniowej działał nadał w Zamościu. Przyczynił się do ukrycia przed Niemcami obrazu „Hołd pruski”. Następnie ewakuował się na południe. Dotarł do Zaleszczyk, skąd zawrócił 17 września 1939. Został aresztowany 9 listopada 1939, po czym zwolniony i wyznaczony jako zakładnik. Powtórnie aresztowany 20 marca 1940, był przetrzymywany w więzieniu zamojskim oraz na zamku w Lublinie do 17 czerwca 1940, po czym zwolniony. Od lipca 1940 przebywał w Krakowie, gdzie ponownie został aresztowany, osadzony w obozie Liban, a następnie zwolniony. W Krakowie doczekał końca wojny.
Po wojnie 29 kwietnia 1949 został aresztowany i osadzony więzieniu mokotowskim w Warszawie. Został oskarżony za „faszyzację” życia w Polsce przed 1939 i skazany na karę 8 lat pozbawienia wolności. Zmarł w więziennym szpitalu przy ulicy Rakowieckiej 7 lipca 1954.
Był autorem pamiętnika, pisanego do 1946.
Jego żoną była Zofia z domu Serafin (1898–1981). Oboje zostali pochowani na Cmentarzu Salwatorskim w Krakowie (sektor SC12-C-4).

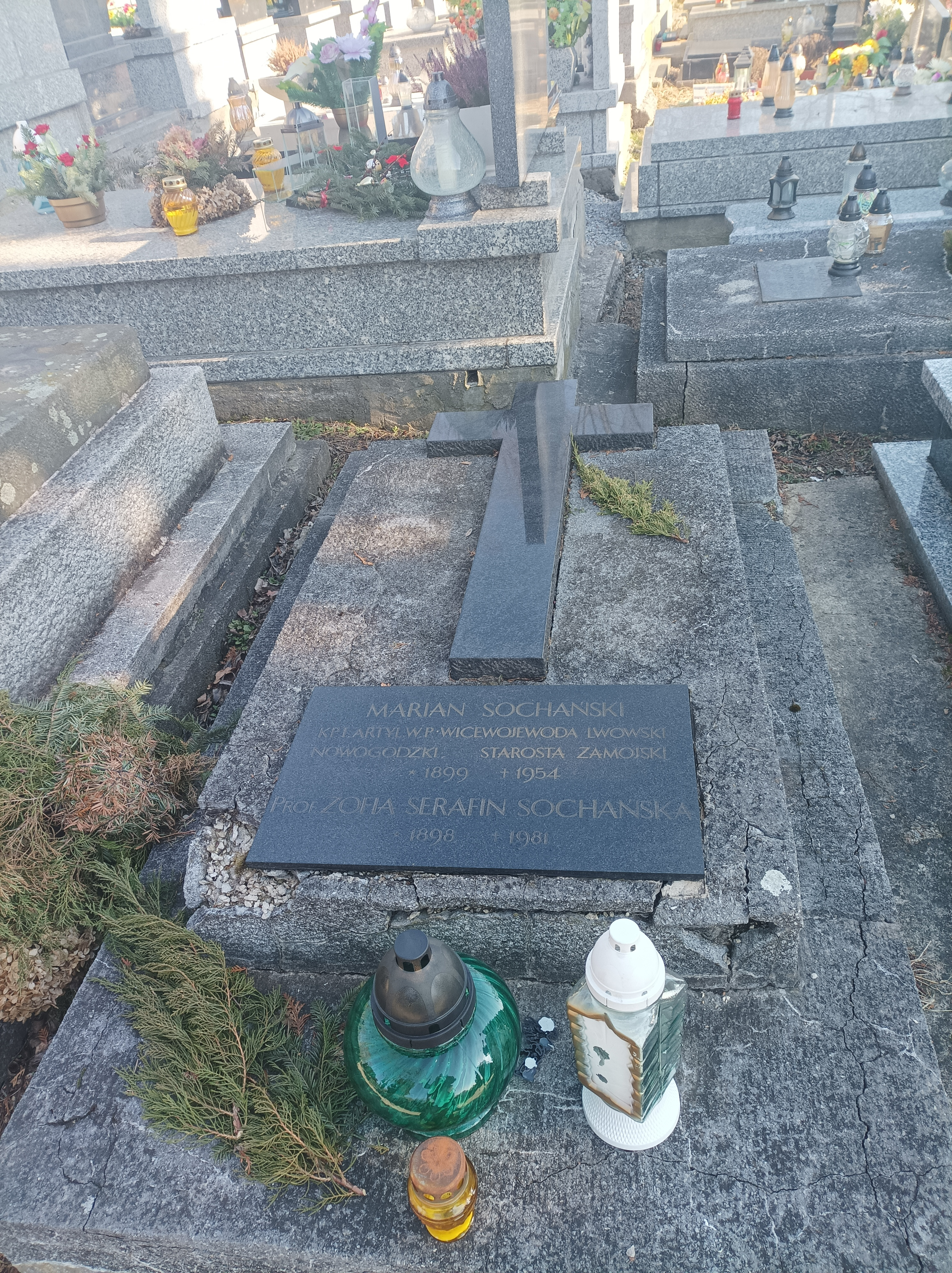
Grób Mariana Sochańskiego na cmentarzu Salwatorskim

W 2003 Marian Sochański został uznany za pokrzywdzonego w rozumieniu art. 6 ustawy o Instytucie Pamięci Narodowej.
21 marca 2012 Sąd Najwyższy uniewinnił Mariana Sochańskiego, skazanego wyrokiem sądu Polski Ludowej 1951/1952

## Ordery i odznaczenia
- Krzyż Oficerski Orderu Odrodzenia Polski (11 listopada 1934)[20][21][22]
- Krzyż Walecznych
- Złoty Krzyż Zasługi (dwukrotnie: po raz pierwszy 9 listopada 1931[23])
- Medal Niepodległości (24 maja 1932)[24]
- Srebrny Krzyż Zasługi (10 listopada 1928)[25]
- Medal Pamiątkowy za Wojnę 1918–1921
- Medal Dziesięciolecia Odzyskanej Niepodległości[26]

## Upamiętnienie
W kwietniu 1981 na fasadzie gmachu Narodowego Banku Polskiego w Zamościu odsłonięto tablicę upamiętniającą Mariana Sochańskiego.